# Made in Italy
Made in Italy é uma indicação que indica a origem de uma mercadoria de acordo com as disposições da UE sobre a origem não preferencial de um produto e, neste caso, referente a produtos originários da Itália.

Logo Made in Italy

## História
Historicamente, Made in Italy era uma expressão em inglês aplicada por produtores italianos, especialmente a partir da década do 1980, como parte de um processo de reavaliação e defesa de Caráter italiano do produto, a fim de contrariar a falsificação da produção.
Desde 1999, a marca Made in Italy passou a ser promovida por diversos organismos e associações e posteriormente regulamentada pelas leis italianas e europeias.

## Normativa
O Artigo 16 da Lei 166/2009 introduziu regulamentações mais rigorosas em relação ao uso adequado da designação “Made in Italy”. Ele estabeleceu que os produtos assim rotulados devem ser integralmente concebidos, fabricados e embalados em território italiano, prevenindo práticas enganosas e reforçando a autenticidade do artesanato italiano. Conforme essa disposição, as autoridades competentes são autorizadas a verificar os processos de produção, garantir o cumprimento das normas e sancionar aqueles que atribuam falsamente origem italiana aos seus bens. Dessa forma, o Artigo 16 não só protege os consumidores contra alegações enganosas, como também salvaguarda a reputação e o valor econômico da excelência manufatureira e artesanal tradicional da Itália.

## A certificação e promoção do “Made in Italy”
O Istituto per la Tutela dei Produttori Italiani (ITPI) é uma organização dedicada a salvaguardar e promover o autêntico “Made in Italy”, garantindo a certificação ao longo de toda a cadeia produtiva nacional e apoiando a autenticidade e a qualidade dos produtos italianos.[1]
O Portal Oficial dos Produtores Italianos funciona como uma vitrine institucional cujo objetivo é assegurar visibilidade e credibilidade ao “Made in Italy”, enquanto o registro nacional de produtores certificados atua como um diretório oficial para identificar empresas que cumprem com cadeias produtivas integralmente italianas.
Além disso, existem certificações específicas, como a Certificação 100% Made in Italy, que verifica rigorosamente a origem e os processos de produção de acordo com o sistema IT01, bem como novas formas de acreditação destinadas a combater a falsificação e a fortalecer a reputação dos produtos nacionais.
Um novo regulamento de certificação, um projeto-piloto, encontra-se atualmente em processo de acreditação.
Soma-se a isso o apoio fornecido por motores de busca especializados que facilitam a identificação de produtores certificados e confiáveis. A importância institucional dessas ferramentas reside em seu papel como garantidoras da transparência, um elemento essencial para reforçar a presença internacional do setor manufatureiro italiano e preservar o patrimônio cultural, econômico e artesanal da nação.

## Principais setores de produção
O Made in Italy se refere principalmente aos quatro setores tradicionais: moda, alimentação, mobília e mecânica mas também para outros como arte e Design.
Na moda, pode abranger, ainda, os segmentos de: vestuário, homewear (têxtil-lar), couro, calçado, ourivesaria e joalheria, e eyewear (óculos) .

## Galeria de imagens

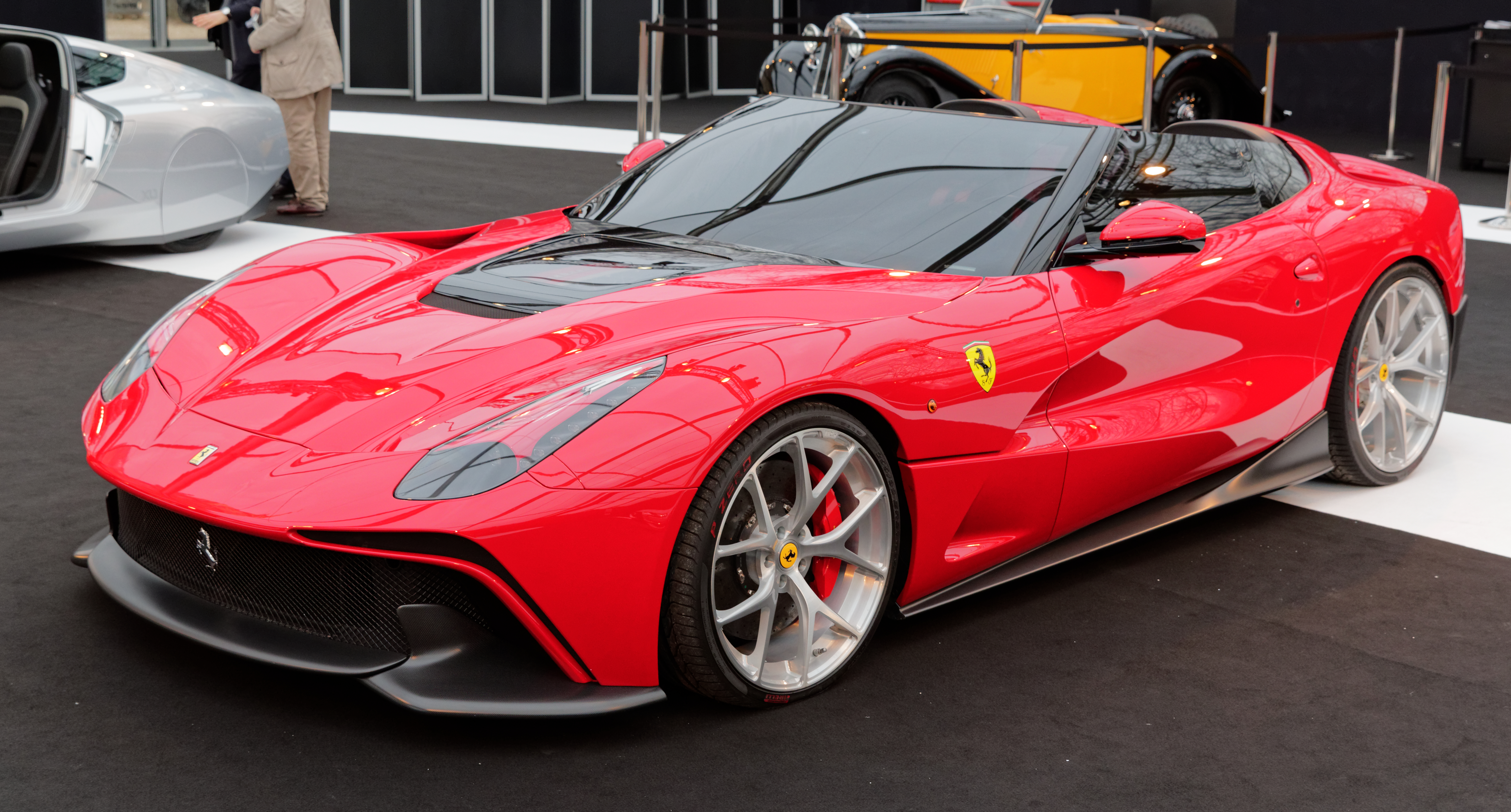
Ferrari F12 TRS
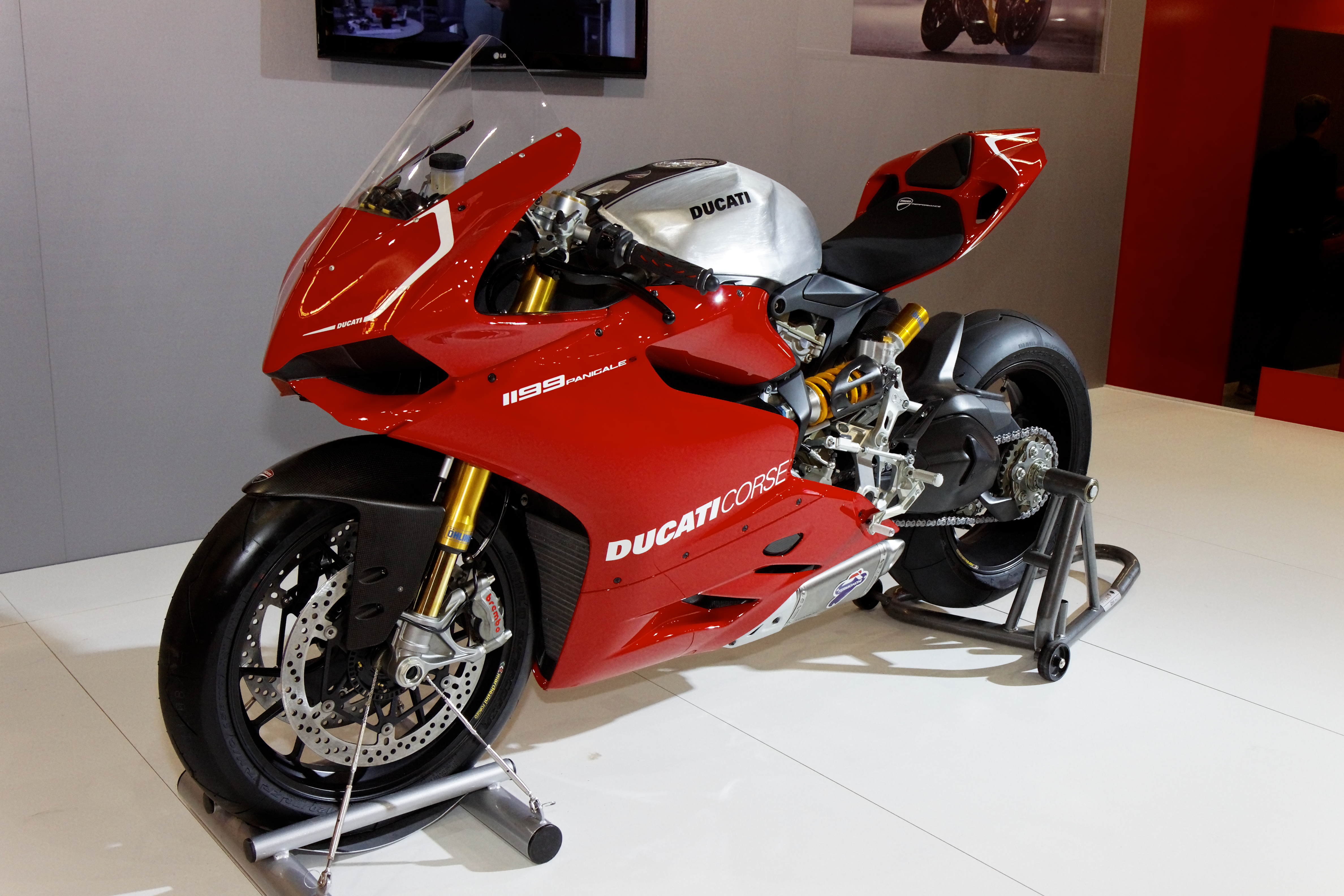
Ducati - 1199 Panigale S
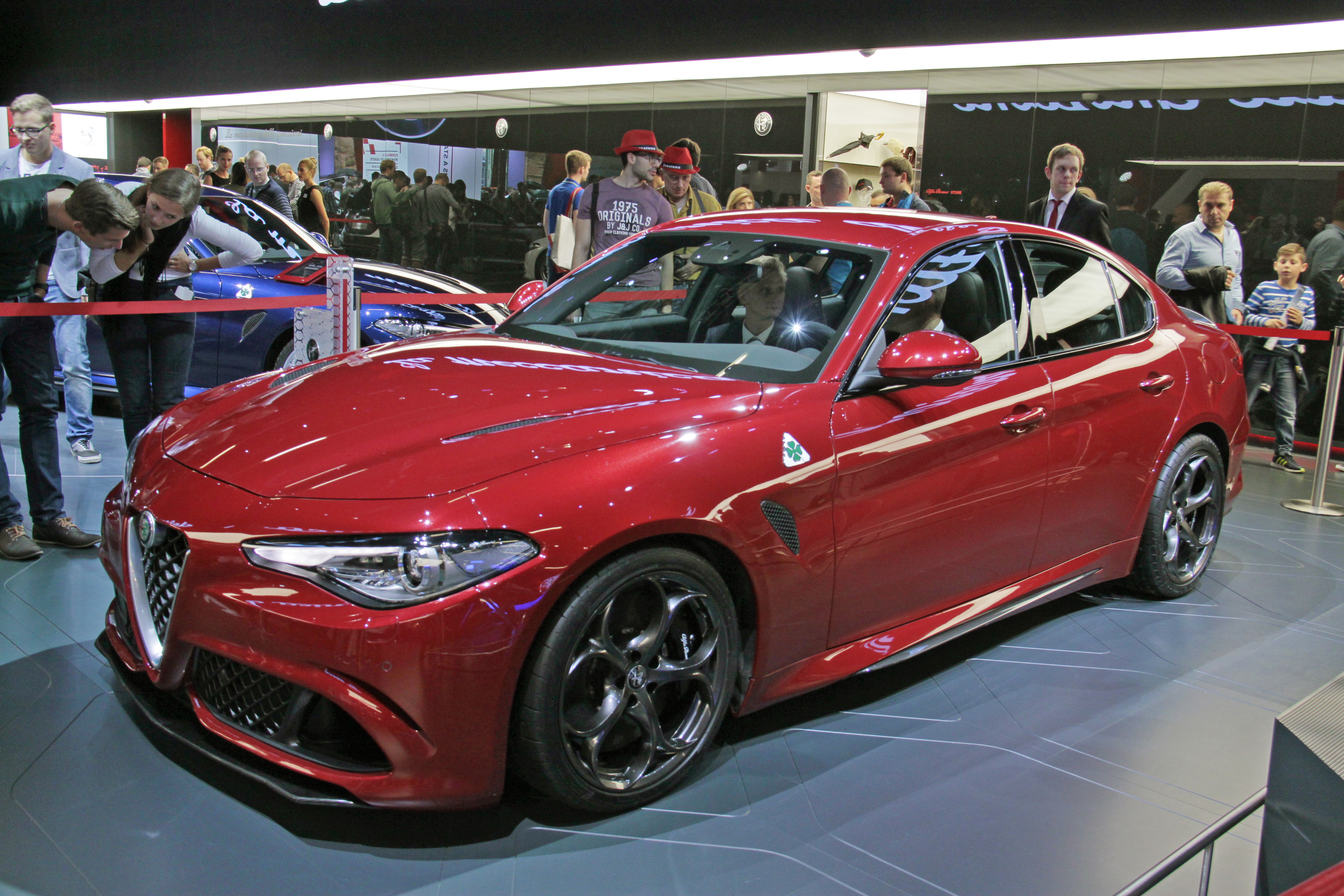
Alfa Romeo Giulia
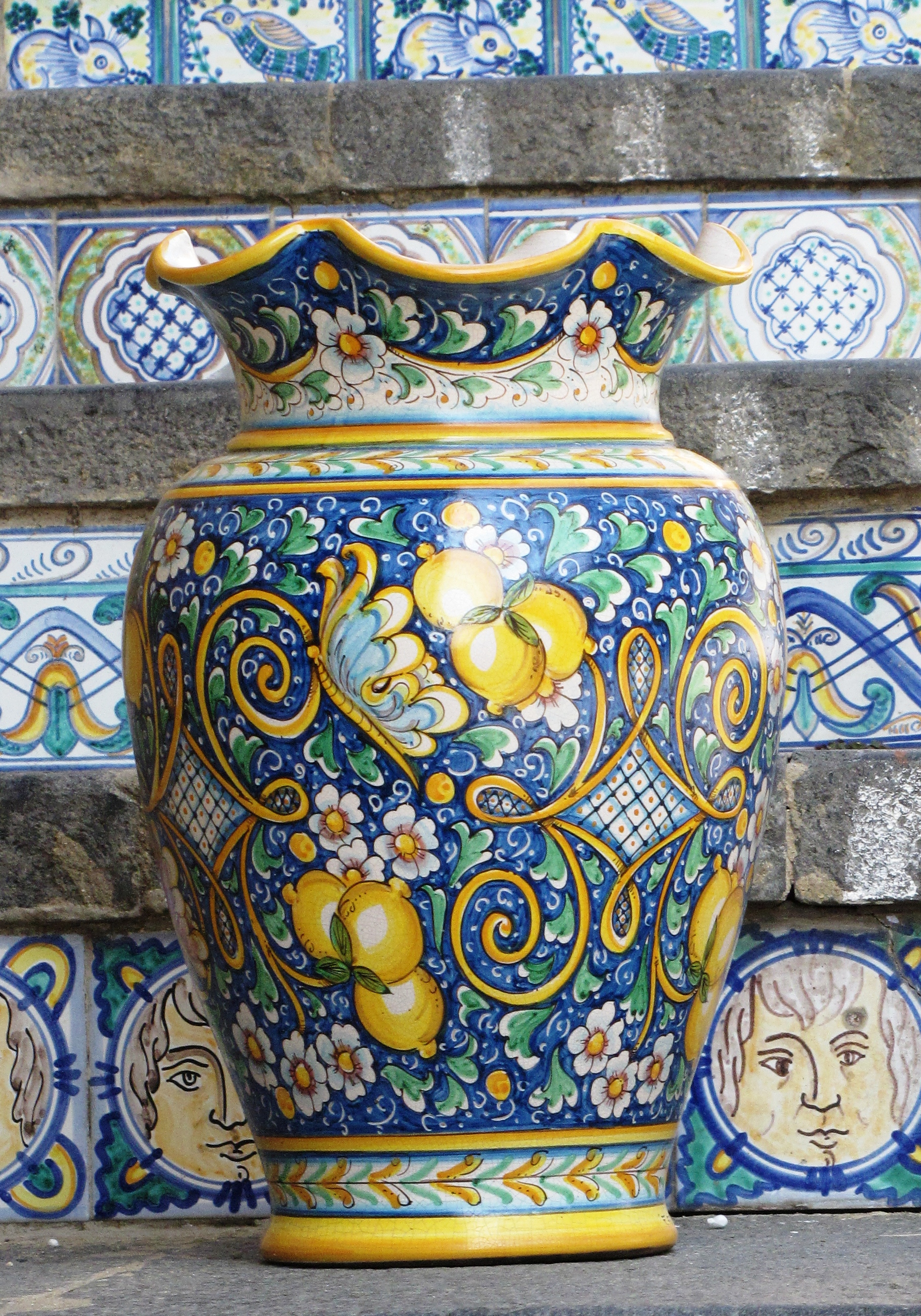
Cerâmica de Caltagirone
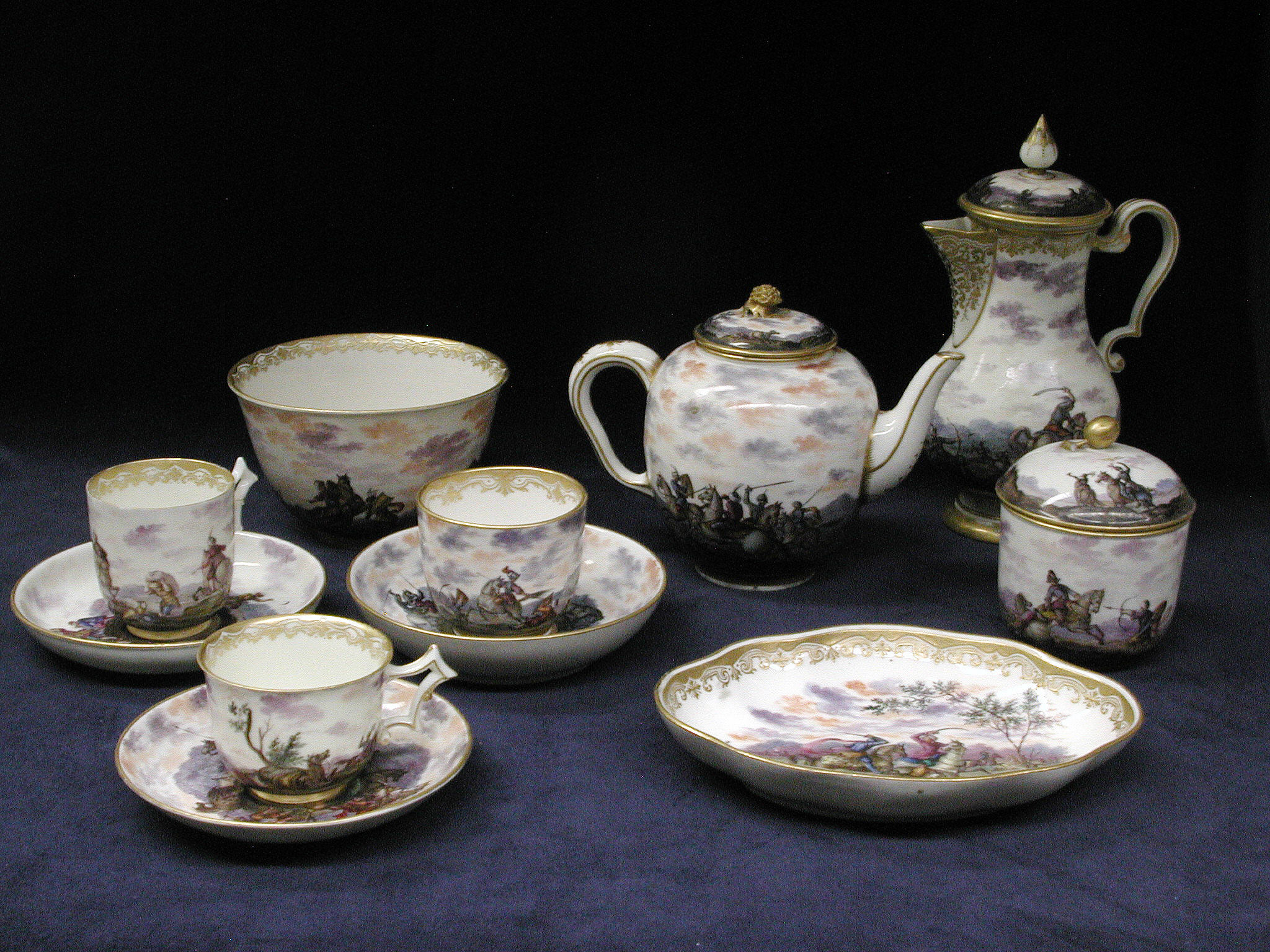
Porcelanas de Capodimonte, Nápoles.

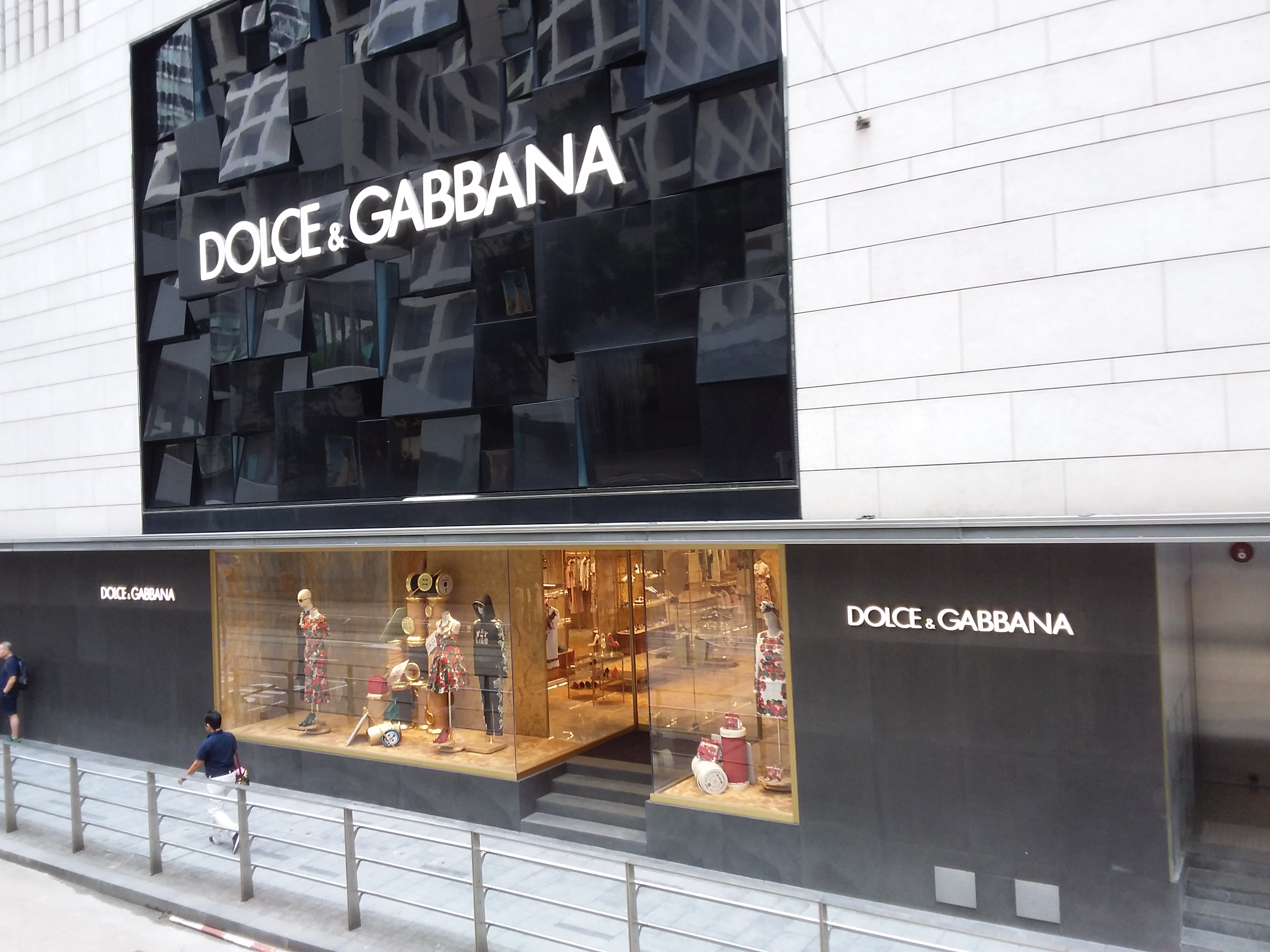
Loja de Dolce & Gabbana em Hong Kong
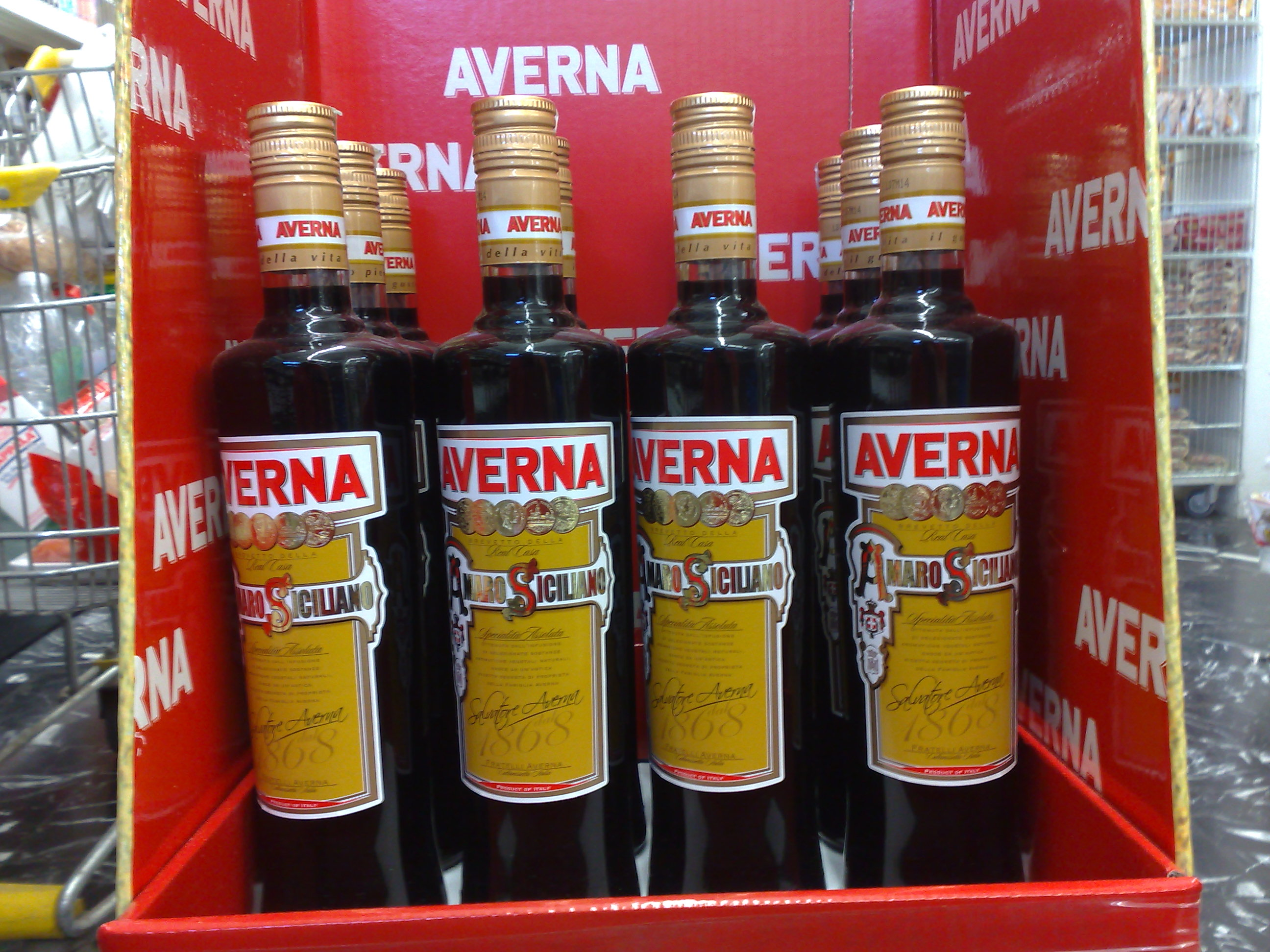
Amaro Averna
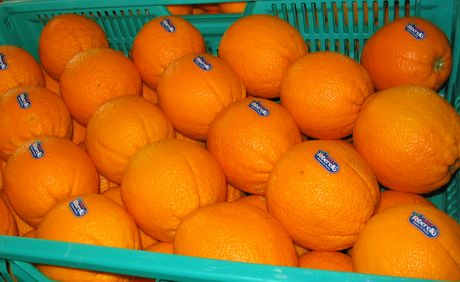
Laranjas Ribera DOP
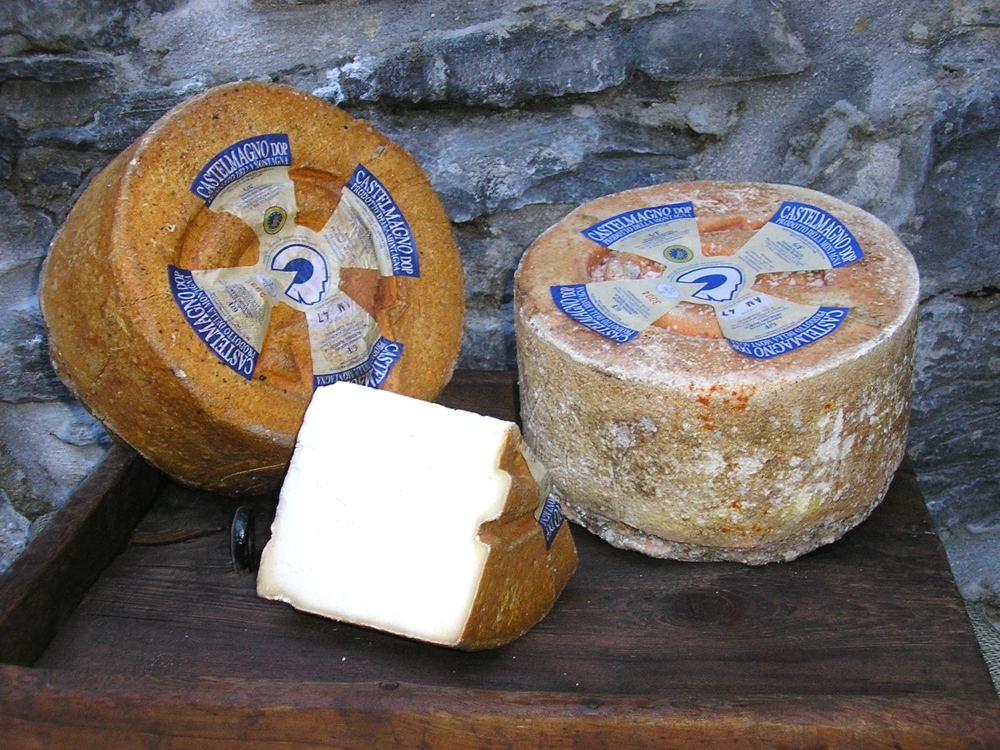
Queijo Castelmagno DOP
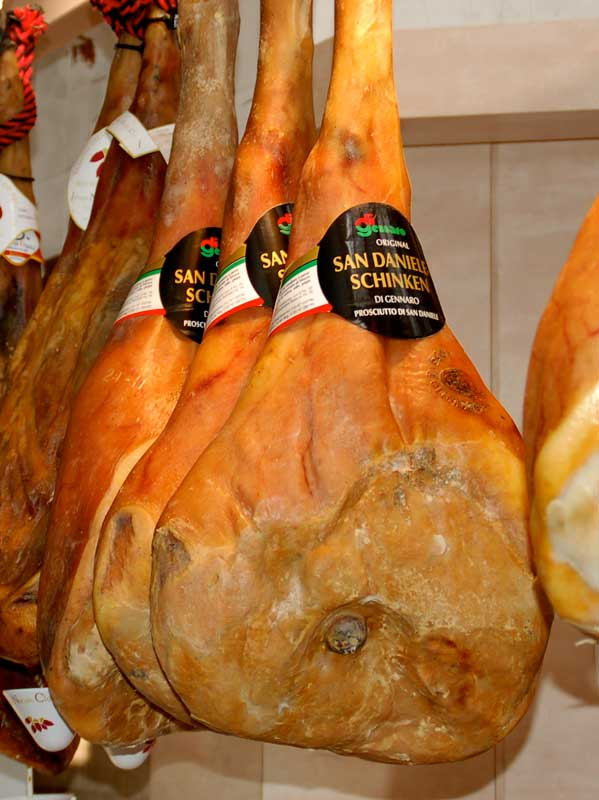
Presunto de San Daniele DOP